# Бизмарк ди Плеси
Бизмарк ди Плеси (афр. Bismarck du Plessis; 22. мај 1984) професионални је рагбиста и јужноафрички репрезентативац, који тренутно игра за Монпеље (рагби јунион). Висок 190 цм, тежак 114 кг, пре Монпељеа играо је за Фри Стејт Читасе и Шарксе. За "спрингбоксе" је до сада одиграо 78 мечева и постигао 55 поена.
Његов брат је Жани ди Плеси.